# Палац Монбіжу

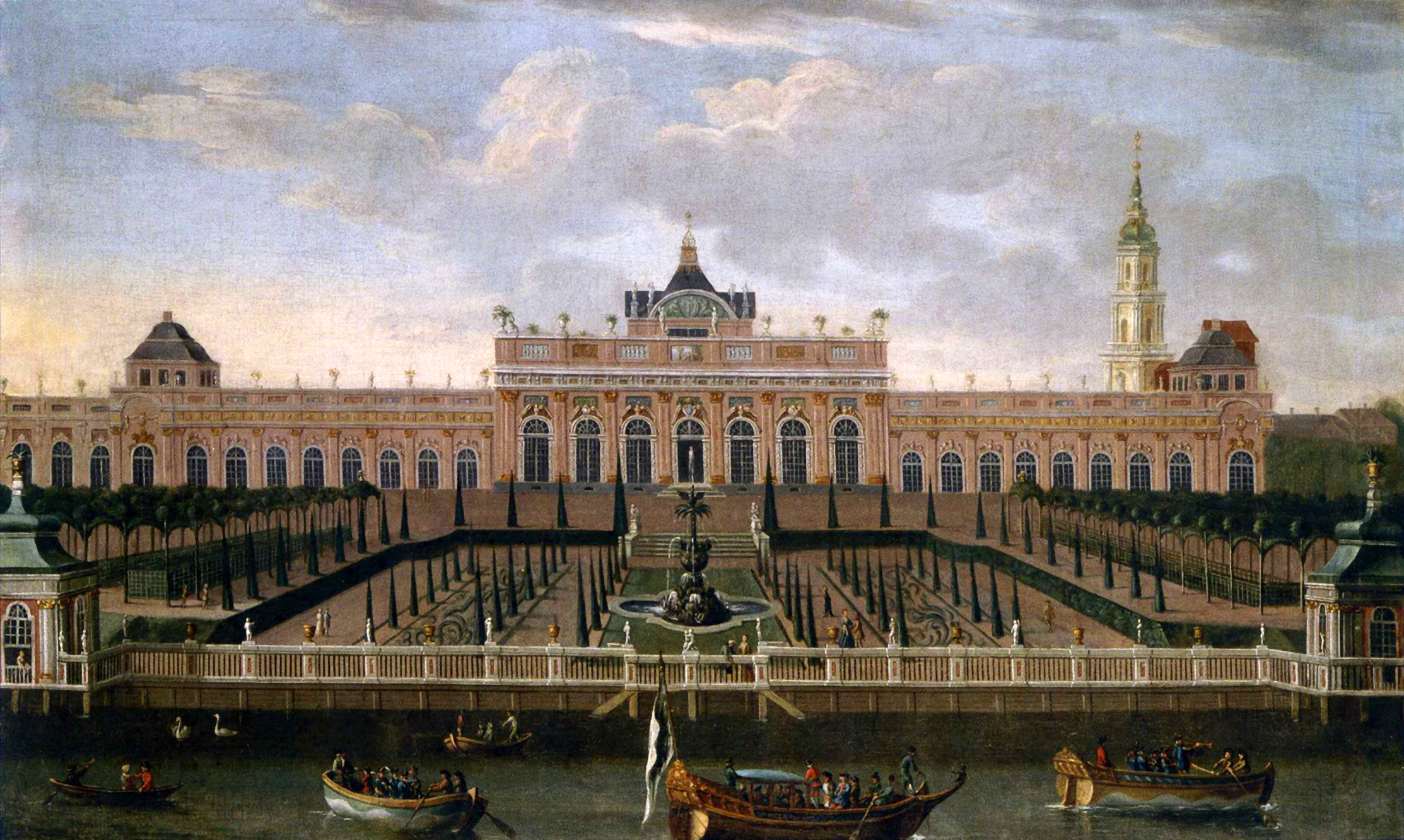
Палац Монбіжу з церквою Святої Софії роботи Дісмара Дегена, 1739-40 роки

52°31′24″ пн. ш. 13°23′48″ сх. д. / 52.5233° пн. ш. 13.3967° сх. д.
Палац Монбіжу (нім. Schloss Monbijou) — нині не існуючий палац у стилі рококо в Східному Берліні, розташований в парку Монбіжу. Будувався з 1649 по 1706 роки. Спочатку належав правлячій прусській династії Гогенцоллернів, а пізніше родині німецького імператора. Палац був зруйнований під час Другої світової війни. Руїни палацу були остаточно розібрані в 1960 році. Як і багато зі спадщини Гогенцоллернів, відновлений не був.